# 卡利尼夫卡 (別列贊卡區)
46°55′8″N 31°31′35″E / 46.91889°N 31.52639°E
卡利尼夫卡（烏克蘭語：Калинівка），是烏克蘭南部的村莊，隸屬尼古拉耶夫州的尼古拉耶夫區。該村始建於1934年，面積43.6平方公里，海拔高度51米，2001年人口1,033，人口密度每平方公里23.7人。